# Seongjeong-dong
Seongjeong-dong (koreanska: 성정동) är en stadsdel i staden Cheonan i provinsen Södra Chungcheong, i den centrala delen av landet, 85 km söder om huvudstaden Seoul. Den ligger i stadsdistriktet Seobuk-gu.

## Indelning
Administrativt är Seongjeong-dong indelat i:
| Namn    | Namn                  | Yta km² | Invånare 31 dec 2020 |
| ------- | --------------------- | ------- | -------------------- |
| 성정1동 | Seongjeong 1(il)-dong | 1,42    | 16 671               |
| 성정2동 | Seongjeong 2(i)-dong  | 2,08    | 26 487               |